# Baionarena
 (avril 2017).
Si vous disposez d'ouvrages ou d'articles de référence ou si vous connaissez des sites web de qualité traitant du thème abordé ici, merci de compléter l'article en donnant les références utiles à sa vérifiabilité et en les liant à la section « Notes et références ».
Albums de Manu Chao
La Radiolina
(2007) Live Tokyo, Japon
(2010)
Baïonarena est un album live du chanteur et musicien français d'origine espagnole Manu Chao enregistré aux Arènes de Bayonne le 30 juillet 2008. Il paraît en double CD accompagné d'un DVD en septembre 2009.
Le DVD contient la vidéo du concert et, en bonus, des extraits du Tombola Tour, ainsi que des clips vidéos.

## Liste des titres

### Disque 1
| No  | Titre                      | Durée |
| --- | -------------------------- | ----- |
| 1.  | Panik, Panik               | 04:56 |
| 2.  | El Hoyo                    | 05:39 |
| 3.  | Peligro                    | 04:10 |
| 4.  | Casa Babylon               | 03:25 |
| 5.  | Tumba                      | 00:53 |
| 6.  | Mr. Bobby                  | 06:24 |
| 7.  | La Primavera / Me gusta tu | 08:16 |
| 8.  | Radio Bemba                | 01:01 |
| 9.  | Bienvenida a Tijuana       | 02:09 |
| 10. | El Viento                  | 04:58 |
| 11. | The Monkey                 | 02:20 |
| 12. | Clandestino                | 03:16 |
| 13. | Desaparecido               | 07:02 |
| 14. | Rumba de Barcelona         | 05:01 |
| 15. | La Despedida / Mentira     | 04:25 |

### Disque 2
| No  | Titre                                  | Durée |
| --- | -------------------------------------- | ----- |
| 1.  | Rainin’ In Paradize                    | 03:55 |
| 2.  | A Cosa                                 | 03:35 |
| 3.  | La Vacaloca                            | 01:41 |
| 4.  | Hamburger Fields / Merry Blues         | 04:48 |
| 5.  | Tristeza Maleza                        | 03:46 |
| 6.  | Dia Luna, Dia Pena                     | 05:05 |
| 7.  | Machine Gun                            | 04:23 |
| 8.  | Volver, Volver                         | 03:17 |
| 9.  | Radio Bemba / Eldorado 1997            | 02:33 |
| 10. | Mala vida                              | 03:30 |
| 11. | Sidi H’Bibi                            | 03:24 |
| 12. | Radio Bemba                            | 00:36 |
| 13. | Forzando Maquina / Mr. Bobby           | 07:17 |
| 14. | Me Quedo Contigo (Si Me Das Elegir)    | 04:48 |
| 15. | La Vida Tombola                        | 06:29 |
| 16. | L’Hiver est Là                         | 04:55 |
| 17. | Crèv’ La Vie                           | 04:23 |
| 18. | Pinocchio (Viaggio In Groppa Al Tonno) | 03:29 |

### DVD
| No | Titre                                                | Durée |
| -- | ---------------------------------------------------- | ----- |
| 1. | Concert à Bayonne, le 30 juillet 2008 (stéréo + 5.1) |       |
| 2. | Clips Radiolina                                      |       |
| 3. | Photorama                                            |       |
| 4. | Bonus                                                |       |

|     | 'Concert à Bayonne, le 30 juillet 2008 (stéréo + 5.1)'                 |       |
| 1.  | [sans titre] (Images pré-concert (avec de la musique))                 | 2:07  |
| 2.  | [sans titre] (Images pré-concert (avec de la musique))                 | 1:29  |
| 3.  | Panik, Panik                                                           | 5:03  |
| 4.  | El Hoyo                                                                | 5:40  |
| 5.  | Peligro                                                                | 4:10  |
| 6.  | Casa Babylon                                                           | 3:24  |
| 7.  | Tumba / Mr. Bobby                                                      | 7:17  |
| 8.  | La Primavera / Radio Bemba                                             | 9:18  |
| 9.  | Bienvenida a Tijuana                                                   | 2:10  |
| 10. | El Viento                                                              | 4:56  |
| 11. | The Monkey                                                             | 3:38  |
| 12. | Clandestino                                                            | 3:13  |
| 13. | Desaparecido                                                           | 7:06  |
| 14. | Rumba de Barcelona / La Despedida / Mentira                            | 9:29  |
| 15. | Rainin’ In Paradize / A Cosa                                           | 7:29  |
| 16. | La Vacaloca / Hamburger Fields / Merry Blues                           | 6:31  |
| 17. | Tristeza Maleza                                                        | 3:45  |
| 18. | Dia Luna, Dia Pena                                                     | 5:06  |
| 19. | Machine Gun                                                            | 4:28  |
| 20. | Volver, Volver / Radio Bemba / Eldorado 1997                           | 5:46  |
| 21. | Mala vida                                                              | 3:50  |
| 22. | Sidi H'Bibi / Radio Bemba                                              | 4:24  |
| 23. | Forzando Maquina / Mr. Bobby                                           | 7:29  |
| 24. | Me Quedo Contigo (Si Me Das Elegir)                                    | 5:22  |
| 25. | La Vida Tombola                                                        | 6:34  |
| 26. | L’Hiver est Là / Crèv' La Vie / Pinocchio (Viaggio In Groppa Al Tonno) | 13:20 |
| 27. | [sans titre] (Liste des crédits)                                       | 1:14  |
|     | 'Bonus : Clips Radiolina'                                              |       |
| 1.  | Rainin' In Paradize                                                    | 3:59  |
| 2.  | Me Llaman Calle                                                        | 3:25  |
| 3.  | Politik Kills                                                          | 10:45 |
| 4.  | Rainin' In Paradize                                                    | 3:51  |
| 5.  | A Cosa                                                                 | 3:39  |
| 6.  | La Vida Tombola                                                        | 3:00  |
|     | 'Bonus'                                                                |       |
|     | Roadbook (Documentaire)                                                | 28:26 |
|     | Photorama (Galerie photo (avec musique))                               | 8:17  |

Note
Le titre Forzando Maquina (pistes CD2-13, DVD-23) contient des éléments de Se Fuerza La Maquina écrit et composé par Xavier Patricio Pérez Alvarez.

## Crédits

### Membres du groupe
- Manu Chao : chant (leader), guitare
- Jean-Michel « Gambeat » Dercourt : basse, chœurs, Human beatbox, effets sonores
- Phillipe « Garbancito » Teboul : percussion, chœurs
- Madjid Fahem : guitare, chœurs
- David Bourguignon : batterie, chœurs
- Julio Garcia Lobos : claviers, chœurs
- Angelo Mancini : trompette, chœurs

### Équipes technique et production
- Production musicale : Charlie VDE, Manu Chao
- Co-production : Gérard Pont, Morgane Productions, Radio Bemba Sound System, Sylvain Plantard
- Enregistrement : Charlie VDE
- Producteur délégué : Corida
- Mastering : Chab
- Mixage : Charlie VDE, Chucho García
- Réalisateur (direction vidéo) : Manu Chao, Serge Bonafous
- Montage vidéo : Mark Maborough
- Artwork : ManWoz, Raphaël Garnier
- Artwork (coordination artistique) : Nathalie Canguilhem
- Photographie : Alex Laurel, Chucho García, Elisabeth Labourt-Ibarre, Marjorie Guigue, Roxanne Haynes